# Sturkö (ö)

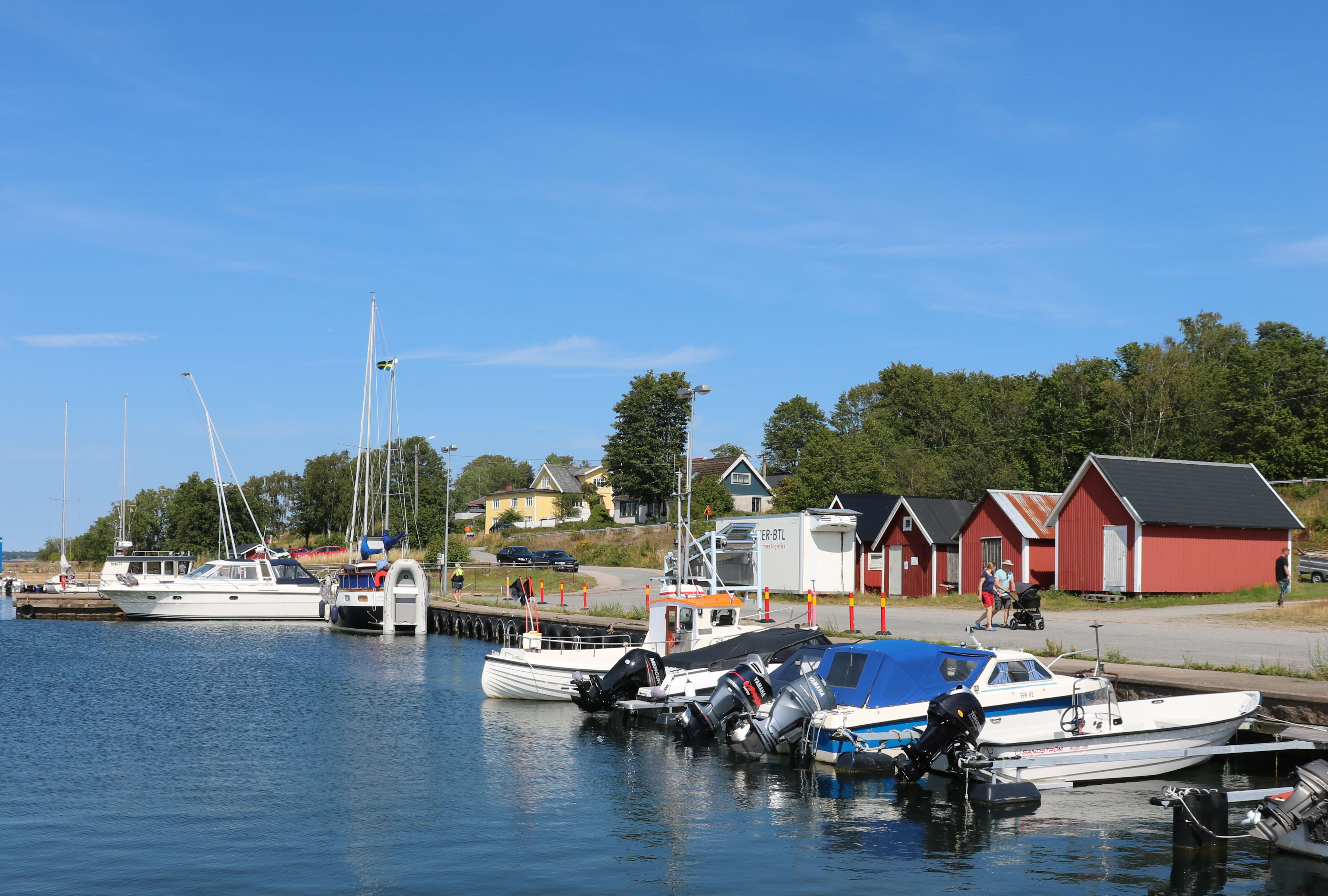
Sanda hamn, Sturkö

Sturkö är den största ön i Blekinge skärgård och ingår i Karlskrona kommun. Sturkö socken, tätorten Sturkö samt kyrkbyn Uttorp ligger på ön.
Ön har landförbindelse över öarna Skällö, Knarrholmen och Senoren till Möcklö. Sanda är en av öns byar med en liten fiskehamn och ligger på öns nordvästra del med utsikt in mot Karlskrona stad. Söder om Sanda finns broförbindelse till Tjurkö samt den större fiskhamnen Ekenabben. Bron och den tillbyggda hamnen tillkom 1959 och invigningen förrättades av konung Gustaf VI Adolf med drottning Louise. I byn Uttorp finns kyrka, idrottsplats och en campingplats. I byn Kullen finns affär och skola samt en restaurerad väderkvarn. Intill Kullen ligger hamnen Bredavik. Ortens näringsliv har domineras av fiske, jordbruk och service. Äldre stenbrott vittnar om att stenhuggeri även har bedrivits på ön i stor omfattning. Sturkö har en egen flagga med en stork som symbol.

## Skeppsvrak
År 2006 upphittades ett av Sveriges äldsta skeppsvrak utanför Sturkö i Ryamadsviken. Vraket är troligen byggt någon gång mellan 1260 och 1290. På grund av vrakets kulturhistoriska värde finns det särskilda skyddsföreskrifter för vrakområdet.